# Roman Roessler
Roman Roessler (* 28. Februar 1931 in Riga; † 20. August 2021 in Bremen) war ein deutscher evangelischer Theologe.

## Herkunft und Familie
Roman Richard Roessler wurde am 28. Februar 1931 als ältestes von drei Kindern des Jugendstilarchitekten Wilhelm Roessler und seiner Frau Tamara, geb. Beggrow, in Riga geboren. 1939 erlebte er mit seiner Familie die Umsiedlung aus Lettland nach Posen und 1945 die Flucht nach Ober-Ramstadt. 1952 legte er am Liebig-Gymnasium in Darmstadt das Abitur ab.
Roessler war verheiratet mit der Familientherapeutin und Supervisorin Ingeborg Roessler und lebte zuletzt in Bremen.

## Werdegang und Wirken
Roessler studierte Theologie als Stipendiat der Studienstiftung des Deutschen Volkes in Wuppertal, Heidelberg, Bonn und Göttingen und wurde 1961 in Frankfurt am Main zum Pfarrer ordiniert.
Er wurde 1965 in Berlin über Person und Glaube, der Personalismus der Gottesbeziehung bei Emil Brunner promoviert. Sein Doktorvater war Helmut Gollwitzer.
Von 1961 bis 1970 war Roessler als Pfarrer in Frankfurt-Höchst und Frankfurt-Unterliederbach tätig. Gemeinsam mit Dieter Trautwein entwickelte er experimentelle Gottesdienste in neuer Gestalt. 1965 gründete und organisierte er einen „Frankfurter theologischen Arbeitskreis“ als Initiative reformfreudiger, kritischer Theologen.
1970 wurde er von der Synode der Evangelischen Kirche von Hessen und Nassau (EKHN) zum Oberkirchenrat gewählt und blieb bis 1996 als Personaldezernent und stellvertretender Leiter der Kirchenleitung tätig. In seiner Arbeit war er für die Rahmenplanung der Dienstrechtsgestaltung und der Personal- und Stellenplanentwicklung zuständig. Darüber hinaus engagierte er sich in professionstheoretischen Diskussionen zur pastoralen Rolle und zur volkskirchlichen Situation. Er war Mitglied der von Ernst Lange und Rüdiger Schloz gebildeten Studien- und Planungsgruppe der Evangelischen Kirche Deutschlands (EKD) für die ersten drei Untersuchungen zur Kirchenmitgliedschaft von 1974 bis 2000.
1969 wurde er Redakteur und Mitherausgeber der im Kreuz-Verlag erschienenen Predigtstudien. Als Schriftleiter gestaltete er basierend auf der von Ernst Lange gemeinsam mit Dietrich Rössler und Peter Krusche entwickelten neuen Homiletik 40 Jahre lang die dialogisch aufgebaute Predigthilfe, in redaktioneller Zusammenarbeit mit nahezu 650 Autoren. Aufgebaut war das Konzept auf dem Dialog jeweils zweier Autoren, der multiperspektivisch und wechselseitig kritisch sein sollte. Er redigierte über 80 Bände. Zu seiner Verabschiedung als Schriftleiter 2008 fand anlässlich des 40-jährigen Bestehens der Predigtstudien ein Symposion der EKD statt.

## Theologie
Roessler vertrat eine liberale Theologie, die primär an der Frage orientiert ist, wie Kirche und Welt, Religion und Gegenwartskultur in einer säkularen Gesellschaft zu verbinden seien. Es gehe darum, die biblisch-christliche Überlieferung so zu vermitteln, dass sie nicht im Widerspruch zum modernen Verständnis der Wirklichkeit stehe.
Im Rahmen seiner homiletischen Arbeit setzte Roessler sich für eine dialogische Form der Predigt ein, die ihre Antworten nicht fertig mitbringe, sondern im Eingehen auf Situationen, in denen menschliches Leben gelingen oder misslingen könne, nach biblisch nachvollziehbaren Antworten suche und die Hörer als souveräne Subjekte anspreche.

## Schriften
- Person und Glaube. Der Personalismus der Gottesbeziehung bei Emil Brunner. München 1965
- Kirche und Revolution in Russland. Patriarch Tichon und der Sowjetstaat. Köln/Wien 1969.
- Den Predigern zum Augenmerk. Leitartikel zur Homiletik und Predigtbeiträge in den Predigtstudien von 1970–2003
- Der konziliare Weg der Kirche. In: Versuche zur kirchlichen Praxis der EKHN, Heft 6, Darmstadt  1974
- Homiletisches Lexikon zu den Predigtstudien 1968–1974. Stuttgart 1974
- Der Beruf des Pfarrers/der Pfarrerin heute. Mit Rüdiger Schloz, Hannover 1989
- Person und Institution – Volkskirche auf dem Weg in die Zukunft.  Redaktion der Arbeitsempfehlungen der Perspektivkommission der EKHN, Darmstadt 1992
- Wir sind zu Spurensuchern geworden – ein selbstkritischer Gang durch die Predigtstudien. In: Freude am Predigen, 40 Jahre Predigtstudien 1968–2008. Arbeitsstelle für gottesdienstliche Fragen (GAGF), Jg. 23, Heft 2, S. 82–86, Hannover 2009, ISSN 1619-4047